# Titularbistum Araxa
Das Bistum Araxa (italienisch diocesi di Arassa, lateinisch Dioecesis Araxensis) ist ein Titularbistum der römisch-katholischen Kirche. 
Es geht zurück auf einen untergegangenen Bischofssitz in der gleichnamigen antiken Stadt, die in der römischen Provinz Lycia lag. Der Bischofssitz war der Kirchenprovinz Myra zugeordnet.
| Titularbischöfe von Araxa |                                  |                                                          |                  |                    |
| Nr.                       | Name                             | Amt                                                      | von              | bis                |
| 1                         | Louis Morel CICM                 | Apostolischer Vikar von Suiyüan (Republik China)         | 21. März 1938    | 11. April 1946     |
| 2                         | Jean-Baptiste Victor Fauret CSSp | Apostolischer Vikar von Pointe-Noire (Französisch-Kongo) | 13. Februar 1947 | 14. September 1955 |
| 3                         | Philip Joseph Furlong            | Weihbischof im US-amerikanischen Militärordinariat (USA) | 3. Dezember 1955 | 13. April 1989     |